# Leder- und Gerbermuseum

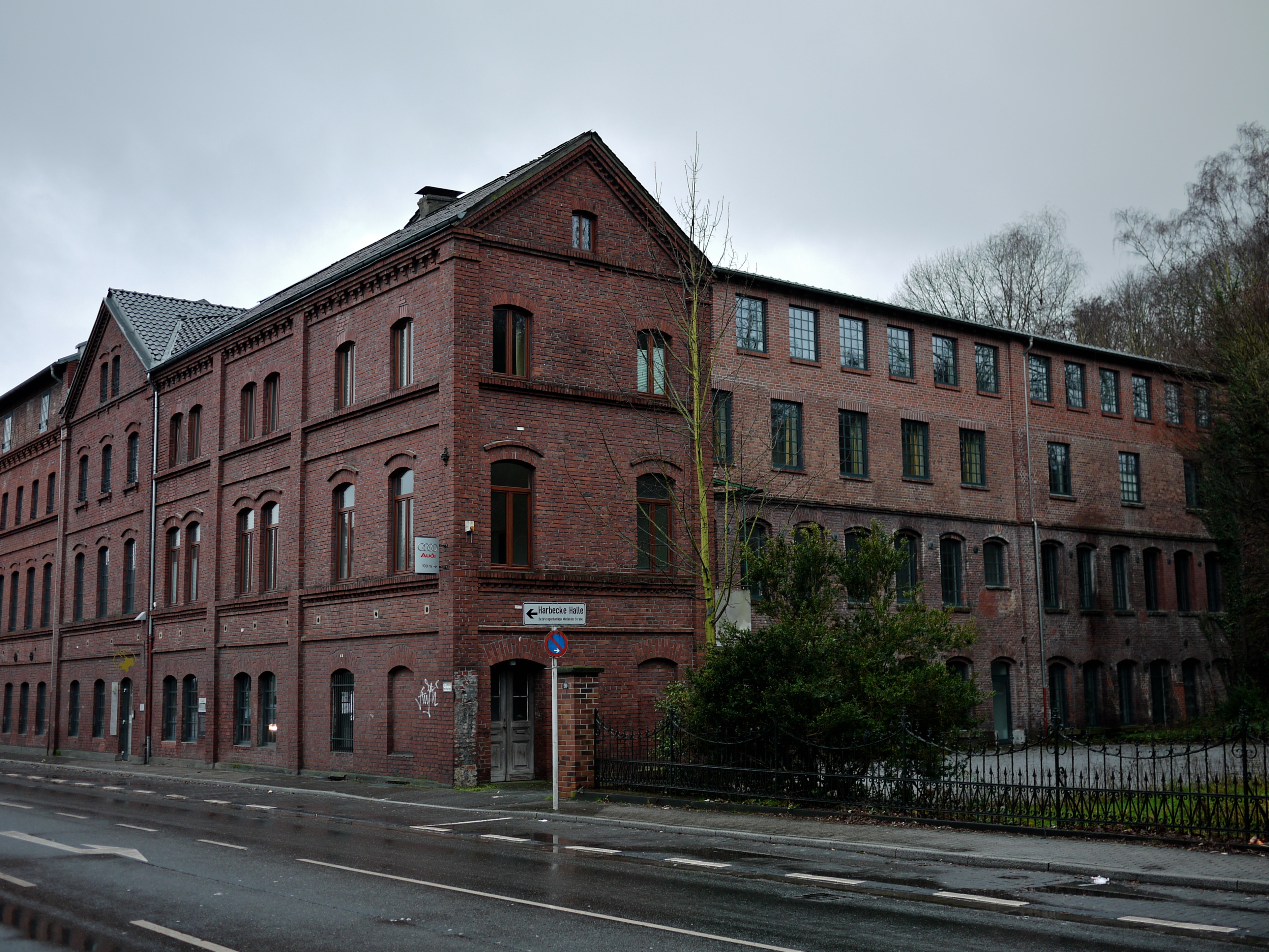
Leder- und Gerbermuseum

Das private Leder- und Gerbermuseum in Mülheim an der Ruhr widmet sich der Entwicklungsgeschichte und dem Herstellungsprozess von Leder und seinen vielfältigen Endprodukten. Das Museum wurde im September 2003 eröffnet und gehört zur Route der Industriekultur (Themenroute 12 – Geschichte und Gegenwart der Ruhr).

## Vorgeschichte des Museums
Mülheim hat einen jahrhundertealten Bezug zum Gerberhandwerk. An der Ruhr und den zulaufenden Bächen wird seit über 350 Jahre Leder hergestellt, auch die ausgedehnten Eichenwälder spielten dabei eine wichtige Rolle als Gerbstofflieferant. Handwerkliche Gerberei und die spätere industrielle Lederherstellung waren bis zum Anfang des 20. Jahrhunderts neben der Kohle- und Stahlindustrie ein bedeutsamer Wirtschaftsfaktor der Stadt.
Schrumpfungsprozesse innerhalb der Textilindustrie führten zum Niedergang des Wirtschaftszweiges und dazu, dass von 50 Gerb- und Lederherstellern im Jahre 1924 nur noch eine produzierende Firma verblieben ist – die in der Route der Industriekultur aufgeführte Lederfabrik Lindgens.
Das Museum, das vom Mai 2002 bis zum September 2003 in der ehemaligen Lederfabrik Abel durch private Initiative entstanden ist, soll den wirtschaftshistorisch bedeutenden Aspekt Mülheims dokumentieren und bewahren. Es wurde überwiegend von der NRW-Stiftung finanziert und befindet sich in angemieteten Räumlichkeiten auf ca. 300 Quadratmetern.

## Die Museumssammlung

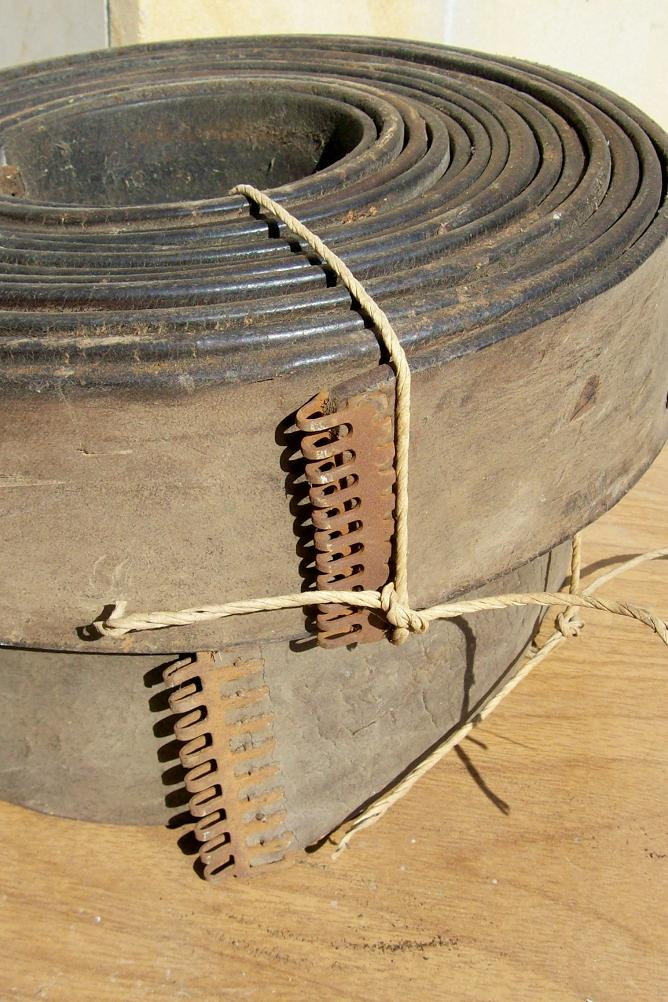
Typisches industrielles Produkt: Transmissionsriemen aus Leder

Das Museum wird heute in privater Trägerschaft von einem Förderverein betrieben. Gezeigt werden historische Gerätschaften und moderne Werkzeuge und Produktionsabläufe in der Gerberei und Lederherstellung. Teilweise zum Anfassen sind die ausgestellten Halb- und Endprodukte und der Besucher erfährt, was ein Arschleder ist und wie sich die Haut eines Wals anfühlt. Interaktive und multimediale Stationen runden das Museumsangebot ab.